# Tappei Nagatsuki
長月 達平
Œuvres principales
Re:Zero kara Hajimeru Isekai Seikatsu
Tappei Nagatsuki (長月 達平, Nagatsuki Tappei) est un auteur japonais de light novels. Il est principalement connu pour son œuvre Re:Zero kara Hajimeru Isekai Seikatsu, illustrée par Shinichirou Otsuka.

## Biographie
Tappei Nagatsuki publie son œuvre dès le 20 avril 2012 sur le site Shōsetsuka ni narō, sous forme de web novel. Media Factory acquiert par la suite les droits pour la publication du roman papier en tant que light novel, illustré par Shinichirou Otsuka. La version française des light novels est quant à elle  publiée depuis le 15 juin 2017 par Ofelbe sous le titre Re:Zero – Re:vivre dans un autre monde à partir de zéro.
En 2016, sa série a été adaptée en anime du 4 avril 2016 au 19 septembre 2016, pour un total de 25 épisodes regroupant les événements des trois premières parties de l’œuvre. Une seconde saison de 25 épisodes, adaptant la quatrième partie de l’œuvre, été diffusée du 8 juillet 2020 au 30 septembre 2020, puis du 6 janvier 2021 au 24 mars 2021.
En 2020, il collabore avec Fujima Takuya pour le projet Senyoku no Sigrdrifa, une série d'animation de 12 épisodes, où ils sont tous les deux scénaristes. Il est aussi l'auteur des light novels Senyoku no Sigrdrifa Sakura et Senyoku no Sigrdrifa Rusalka, ainsi et le manga Senyoku no Sigrdrifa Non-Scramble.
En 2021, il est le scénariste de Vivy -Fluorite Eye's Song- une série d'animation contant 13 épisodes.
Il est aussi l'auteur de son adaptation en Manga et en Roman

## Œuvres

### Re:Zero kara Hajimeru Isekai Seikatsu
Re:Zero kara Hajimeru Isekai Seikatsu
La série débute sous forme de web novel en 2012 puis en 2014 pour la version imprimée en tant que light novel. En décembre 2024, le light novel compte 39 tomes.
Re:Zero kara Hajimeru Isekai Seikatsu EX
Des histoires annexes centrées sur d'autres personnages de l’œuvre, compilées en 6 tomes.
Re:Zero kara Hajimeru Isekai Seikatsu Tanpenshuu
Une collection d'histoires courtes compilées en 11 tomes.